# Mozilla Firefox
« Firefox » redirige ici. Pour les autres significations et les articles homonymes, voir Firefox (homonymie) et Mozilla.
Vous lisez un « bon article » labellisé en 2008.
Mozilla Firefox [mɒˈzɪlə ˈfaɪɚfɑks] est un navigateur web libre et gratuit disponible pour PC (Windows, macOS, Linux, BSD, etc.) et mobiles (Android, iOS), développé et distribué par la Mozilla Foundation depuis 2003, avec l'aide de milliers de bénévoles. L'entreprise Mozilla Corporation est créée en 2005 pour se charger du développement.
Firefox a connu un succès croissant, dépassant 1,2 milliard de téléchargements en janvier 2010, devenant le principal concurrent d'Internet Explorer. En décembre 2010, il devient le navigateur le plus utilisé en Europe devant Internet Explorer et Google Chrome.
Depuis 2010 et l'essor de la navigation sur smartphones, Firefox a vu sa part du marché des navigateurs web décroître d'environ 35 % à 4 % en 2021 (8 % sur PC), au profit notamment de Google Chrome et de Safari. Firefox compte 196 millions d'utilisateurs actifs dans le monde en 2021.
Mozilla, qui finance le développement de Firefox, se rémunère par les dons et les partenariats ; depuis les années 2000, l'essentiel des revenus de la fondation provient de Google, bien que l'organisation cherche à les diversifier.
En 2019, l'agence allemande de sécurité informatique (BSI) recommande Firefox, considérant qu'il est le navigateur le plus sécurisé.

## Philosophie
Le Manifeste Mozilla reprend les principes fondateurs qui dirigent les développements des solutions proposées par la fondation.

## Fonctionnalités
Firefox est un navigateur web complet, pouvant être personnalisé avec notamment, des milliers d’extensions et de thèmes graphiques. Il propose également des services comme Firefox Sync ou Pocket.

### Fonctionnalités natives
Quelques fonctionnalités de Firefox : 
- la navigation par onglets ;
- un bloqueur de fenêtres intruses (appelées aussi pop-ups) ;
- des marque-pages (appelés « favoris » ou « signets » dans les navigateurs concurrents ; les applisignets ou favelets sont aussi pris en charge) ;
- un gestionnaire de téléchargement ;
- un correcteur orthographique intégré ;
- un filtre anti-hameçonnage (en anglais : phishing) ;
- un mode de navigation privée par fenêtre, où Firefox ne conserve aucune donnée sur les sites et pages visités ;
- la navigation avec géolocalisation intégrée[moz 2] ;
- un lecteur de PDF intégré ;
- un mode lecture ;
- un service intégré de lecture différée multiplateforme, Pocket, racheté par Mozilla Foundation en février 2017[7]
- un outil de capture d'écran depuis le 28 septembre 2017[moz 3], qui propose pour principale innovation la sélection automatique des éléments de la page ;
- un outil de synchronisation Firefox Sync qui permet de synchroniser les marque-pages, l'historique de navigation, les préférences, les mots de passe et les derniers onglets ouverts à travers différents appareils ;
- outils de développement web (analyse de code source, script, etc.) ;
- DNS over HTTPS.

### Extensions

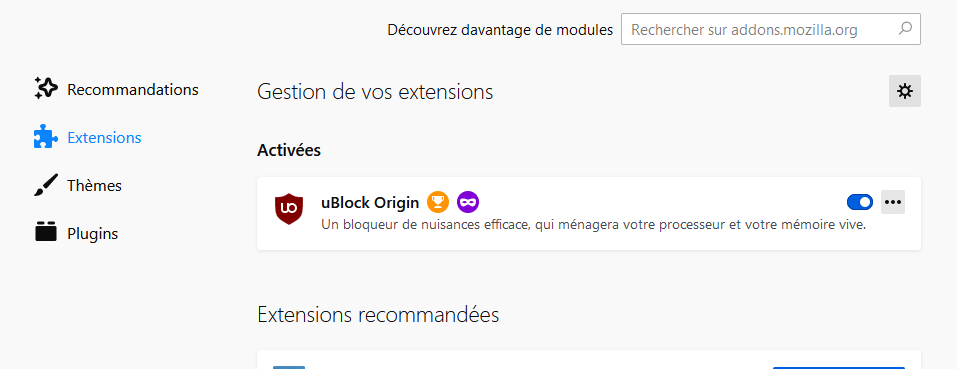
Extensions de Firefox.

Firefox dispose de nombreuses extensions destinées aux internautes, aux webmestres et aux développeurs, qui ne sont pas à confondre avec les plugins. Elles permettent d’ajouter des fonctions plus ou moins variées à celles étant les plus basiques. Certaines des fonctions les plus utilisées ou jugées comme étant les plus utiles parmi ces outils deviennent des fonctions implémentées nativement dans Firefox. Par exemple, une extension se nommant SessionSaver et permettant de retrouver l’état de la navigation en cas de fermeture intempestive a été incluse dans Firefox 2. Les extensions permettent d’ajouter de nouvelles fonctionnalités au navigateur, comme la météo, un blocage des publicités des sites Web, des outils de développement Web, etc. Elles permettent également de changer son apparence (grâce aux thèmes). Les extensions développées ne sont compatibles qu'avec une branche précise du navigateur (la compatibilité est souvent réduite aux nouvelles versions mineures). Les développeurs de ces extensions doivent donc adapter leur logiciel avec chaque nouvelle version. Ce processus prend du temps pendant lequel certaines extensions ne sont pas disponibles pour la nouvelle version.
Parmi les milliers de modules complémentaires à la demande, on trouve par exemple un bloqueur de publicité, un module de capture d'écran éditable, annotable et partageable, un panel d'émojis, ainsi que des outils pour le téléchargement de vidéos utilisables hors connexion.

### Paramètres et personnalisation

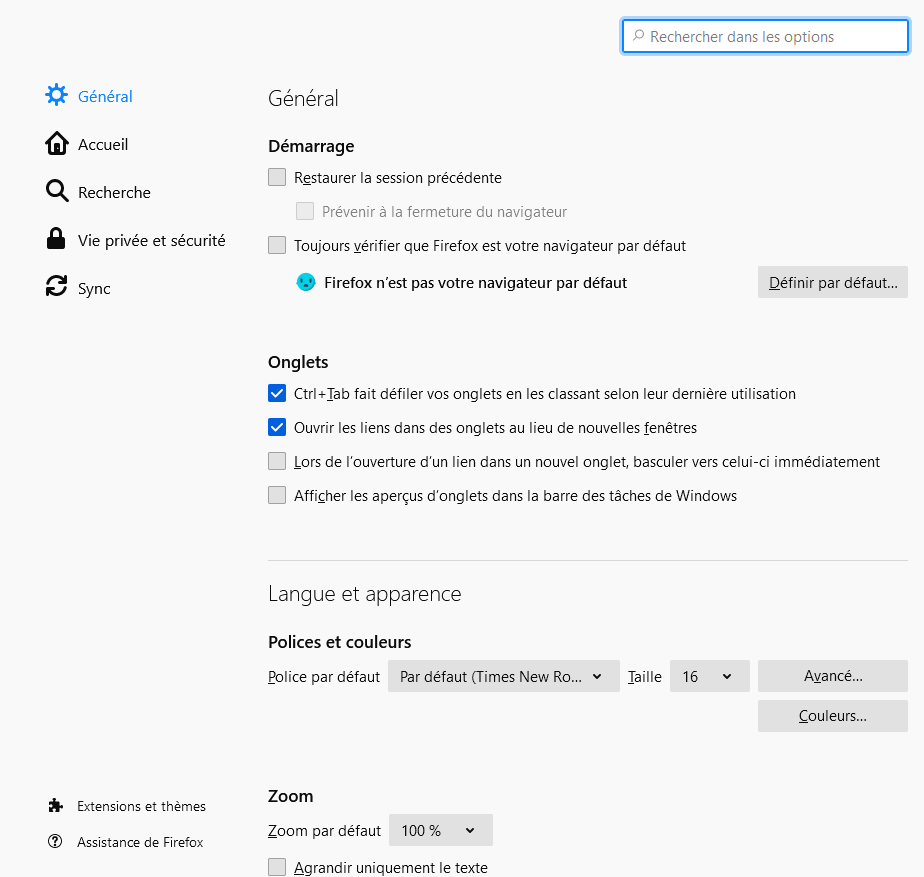
Préférences de Firefox.

Firefox dispose d’un panneau d’options permettant de configurer une grande partie du navigateur. Toutes les barres d’outils sont également paramétrables.
Il est possible de changer l'apparence du navigateur via des thèmes, proposés par les utilisateurs.
Il est également possible de changer la disposition des icônes : Firefox permet de choisir quelles icônes sont affichées dans l'interface depuis la version 29. Par le menu Personnaliser, l'utilisateur peut arranger les icônes et l’interface.
Le fait de taper about:config dans la barre d’adresse permet d’accéder à des paramètres avancés et configurer de nombreux éléments depuis la fenêtre d’options. Ces paramètres sont réservés à des utilisateurs avancés car ils peuvent altérer le fonctionnement du logiciel de manière importante.

### Services

#### Pocket
Pocket est une fonctionnalité permettant de sauvegarder des pages web.

#### Réseau privé virtuel
Mozilla propose un service de réseau privé virtuel (VPN), aux États-Unis, au Royaume-Uni, au Canada, en Nouvelle-Zélande, à Singapour, en Malaisie et, depuis fin avril 2021, en Allemagne et en France. Le service repose sur un partenariat avec la société suédoise Mullvad spécialisée dans les VPN. Le service repose sur WireGuard.

#### Anciens services
- Firefox Send[13] permet d'envoyer des fichiers via un lien personnalisé[moz 5]. Il est lancé le 12 mars 2019 et mis hors-ligne le 7 juillet 2020 à la suite d'utilisations abusives de diffusions de logiciels malveillants ; il est définitivement arrêté en septembre 2020[14].
- Firefox Hello est un outil de visioconférence disponible jusqu'en 2016[15].

### Respect des standards du Web
La Mozilla Foundation, par l’intermédiaire de son moteur de rendu Gecko, promeut et suit dans ses logiciels les normes et standards ouverts, en priorité ceux du World Wide Web Consortium (W3C). Ainsi, Mozilla Firefox respecte les standards du Web les plus basiques comme HTML, CSS, XHTML, XML, JavaScript, mais aussi DOM, MathML, XSL ou encore XPath. Le rendu de SVG 1.1 est notamment activé depuis Firefox 1.5. En 2007, le test Acid2 est passé depuis la 3e version, tandis que le test Acid3 n'est passé que partiellement, avec un résultat de 97/100 pour la dernière version 6, stagnant, depuis la version 4. Firefox obtient un score de 100/100 en septembre 2011.

### Sécurité, confidentialité et protection des données
En 2020, pour le site d'actualité Next INpact, Firefox s'impose comme le chef de file de la vie privée.
Firefox autorisait une fonctionnalité sandbox pour gérer les privilèges accordés au code JavaScript, mais cette fonctionnalité a depuis été supprimée. Il empêche les scripts d'accéder aux données d'autres sites Web sur la base de la politique de même origine. Il prend également en charge les cartes à puce pour les applications Web, à des fins d'authentification. Il utilise TLS pour protéger les communications avec les serveurs Web à l'aide d'une cryptographie solide lors de l'utilisation du protocole HTTPS. Le module complémentaire HTTPS Everywhere disponible gratuitement applique HTTPS même si une URL HTTP normale est saisie. Firefox prend désormais en charge HTTP/2.
La Fondation Mozilla offre une prime aux bogues (récompense en espèces de 3 000 à 7 500 USD) aux chercheurs qui découvrent de graves failles de sécurité dans Firefox. Les directives officielles pour la gestion des vulnérabilités de sécurité découragent la divulgation précoce des vulnérabilités afin de ne pas donner aux attaquants potentiels un avantage dans la création d'exploits.
Étant donné que Firefox présente généralement moins de vulnérabilités de sécurité connues publiquement qu'Internet Explorer (voir Comparaison des navigateurs Web), l'amélioration de la sécurité est souvent citée comme une raison de passer d'Internet Explorer à Firefox Le Washington Post rapporte que le code d'exploitation[Quoi ?] pour les vulnérabilités de sécurité critiques connues dans Internet Explorer était disponible pendant 284 jours en 2006. En comparaison, pour Firefox il était disponible pendant neuf jours avant que Mozilla ne publie un correctif[réf. nécessaire].
Une étude de Symantec menée en 2006 a montré que, bien que Firefox ait dépassé les autres navigateurs en nombre de vulnérabilités confirmées par le fournisseur cette année-là jusqu'en septembre, ces vulnérabilités ont été corrigées beaucoup plus rapidement que celles trouvées dans d'autres navigateurs, les vulnérabilités de Firefox étant corrigées en moyenne un jour après que le code d'exploitation a été mis à disposition, contre neuf jours pour Internet Explorer. Symantec a ensuite clarifié sa déclaration, affirmant que Firefox présentait toujours moins de vulnérabilités de sécurité qu'Internet Explorer, comme l'ont compté les chercheurs en sécurité.

#### Sandbox
En septembre 2016, la version 49 de Firefox ajoute des capacités multiprocessus progressivement accessibles pour tous les utilisateurs en 2017. L’usage du multiprocessus permet de renforcer la sécurité en ajoutant une sandbox,.

#### Pisteurs web
Depuis juin 2019 et la sortie de la version 67, Firefox bloque par défaut les traqueurs, dont Google Analytics.
Firefox dispose d’un mode de protection contre les pisteurs (standard ou stricte). Ce mode bloque les traqueurs de réseaux sociaux, les cookies intersites, le contenu utilisé pour le pistage dans toutes les fenêtres, les mineurs de cryptomonnaies ainsi que les détecteurs d’empreinte numérique.

### DRM et extensions EME
Firefox prend en charge les extensions EME (DRM) depuis la sortie de Firefox 38 le 12 mai 2015. La communauté du logiciel libre est mécontente du choix de Mozilla, qui le justifie par un refus de perte de marché. Une version sans les extensions EME est aussi proposée, la fonctionnalité est aussi désactivable dans les options de Firefox grâce à une case à cocher.

## Versions
Firefox est un logiciel en développement continu ; il existe différents canaux (ou versions) qui sont développés en parallèle.

### Standard, Beta, Developer, Nightly
Une version donnée de Firefox passera par ce processus : Nightly → Developer Edition ou Beta → Version finale stable. C'est sur Nightly que sont implémentées les nouvelles fonctionnalités, Developper Edition et Beta sont des versions intermédiaires permettant de figer les fonctionnalités pour stabiliser le code et corriger les bugs avant de devenir la version stable,.

### Firefox ESR: pour entreprise
La version « ESR » (« Extended Support Release ») de Firefox offre un support long terme et une plus grande stabilité dans le temps sans mises à jour de fonctionnalité (seulement des mises à jour de sécurité et correctifs de stabilité). Elle est dédiée aux organisations publiques et privées, entreprises, universités, des écoles, qui ont des besoins de support long terme,. La fondation assure la sécurité de la version pendant un an, avant qu'une nouvelle version venant de la branche stable serve d'appui pour le cycle suivant. Un chevauchement de 43 semaines est prévu entre deux versions ESR. La version ESR existe depuis 2012. Les navigateurs web IceCat et Tor Browser sont basés sur la version ESR.

### Firefox Focus
Firefox Focus est un navigateur exclusivement disponible sur mobile (iOS et Android) paramétré de manière à préserver la vie privée des internautes en limitant l'accès à leurs données personnelles et en limitant le pistage de la navigation par des traqueurs extérieurs.

## Plates-formes
Firefox fonctionne sur de nombreux systèmes d’exploitation, sur ordinateur, notamment Windows, macOS, Linux, BSD, et sur mobiles : Android et IOS.

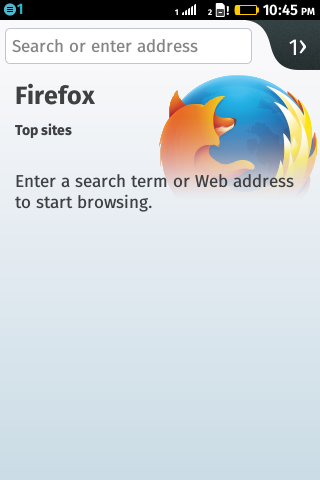
Mozilla Firefox sous Firefox OS (~2013).
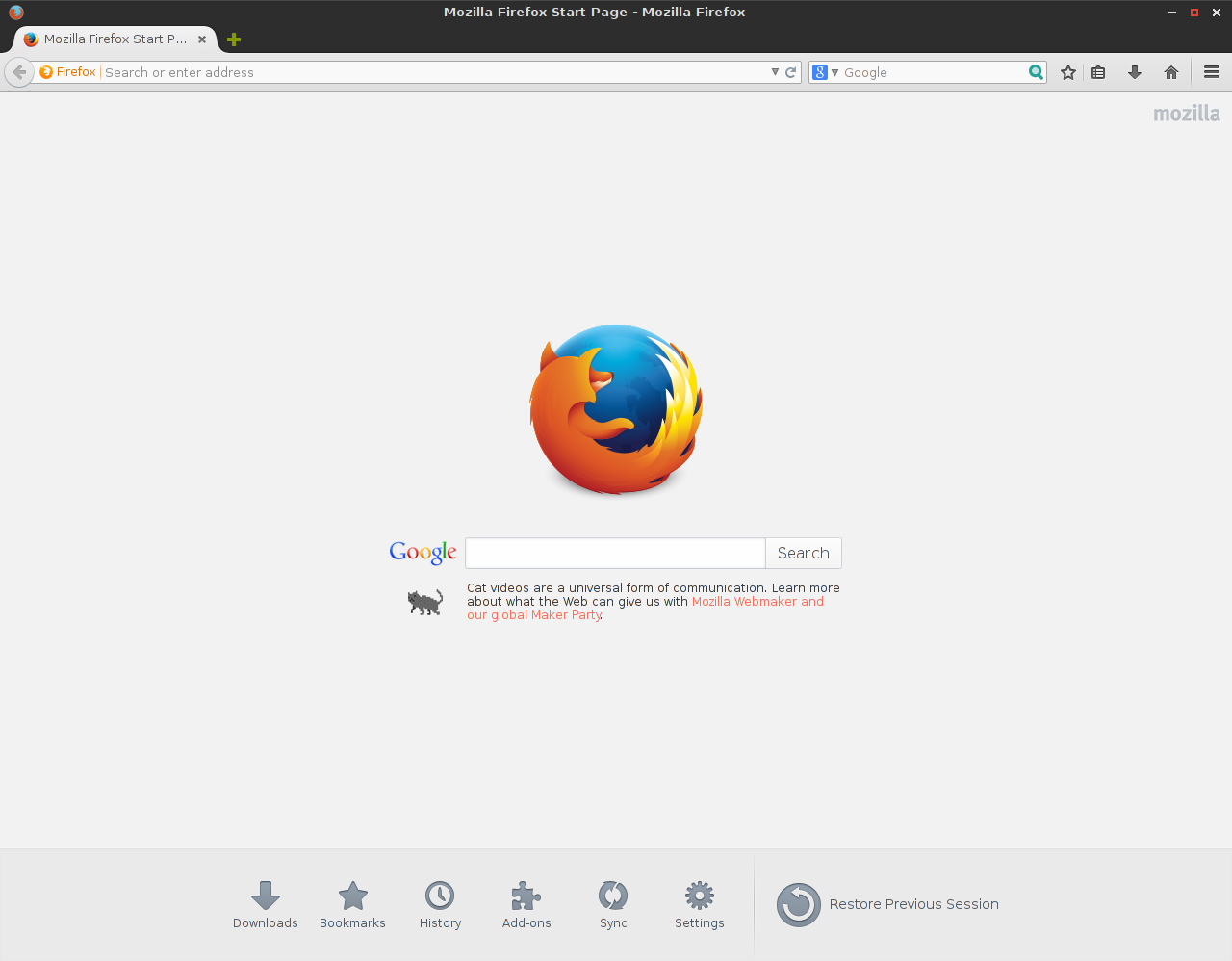
Firefox 31 sous Arch Linux (2014).
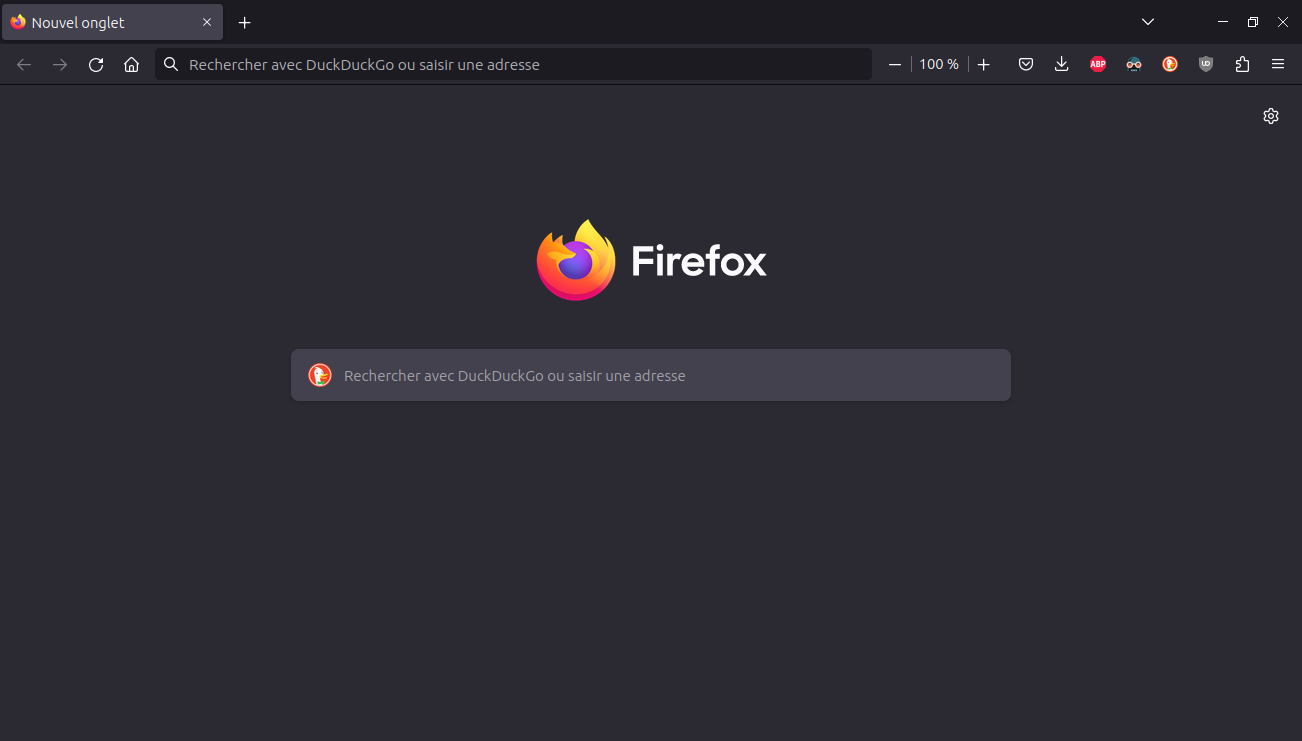
Firefox 112 sous Ubuntu (2023). Thème sombre et extensions installées.
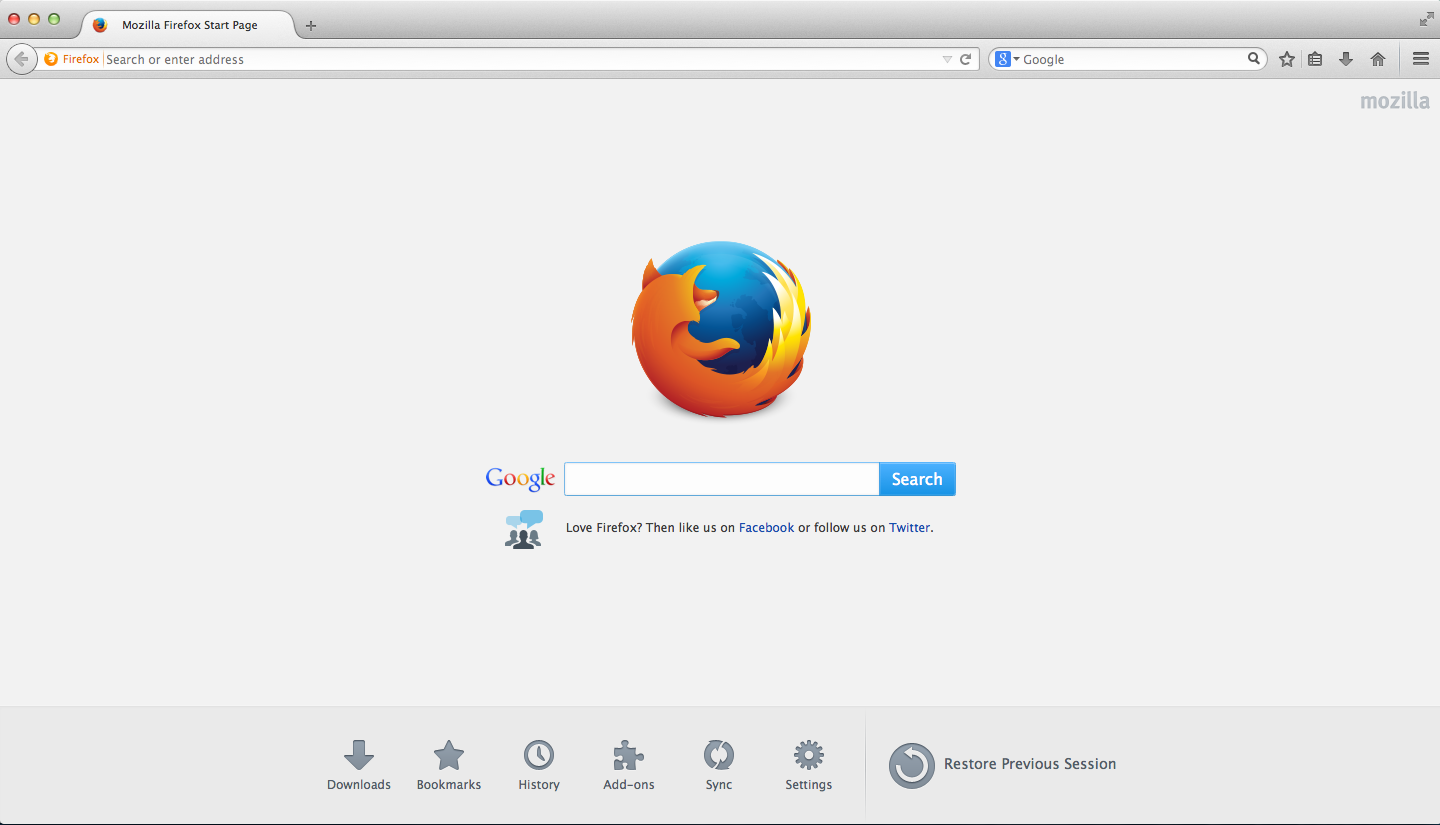
Firefox 30 sous OS X Mavericks.
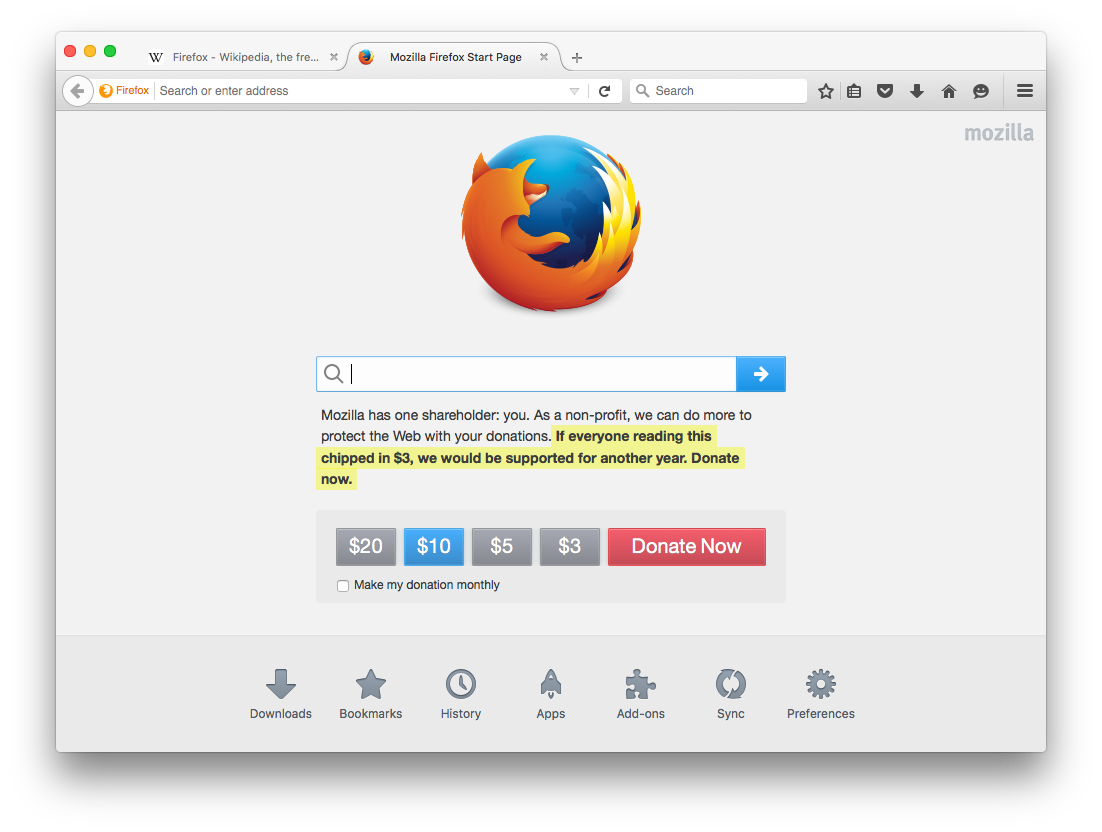
Firefox 42 sous OS X El Capitan (2015).
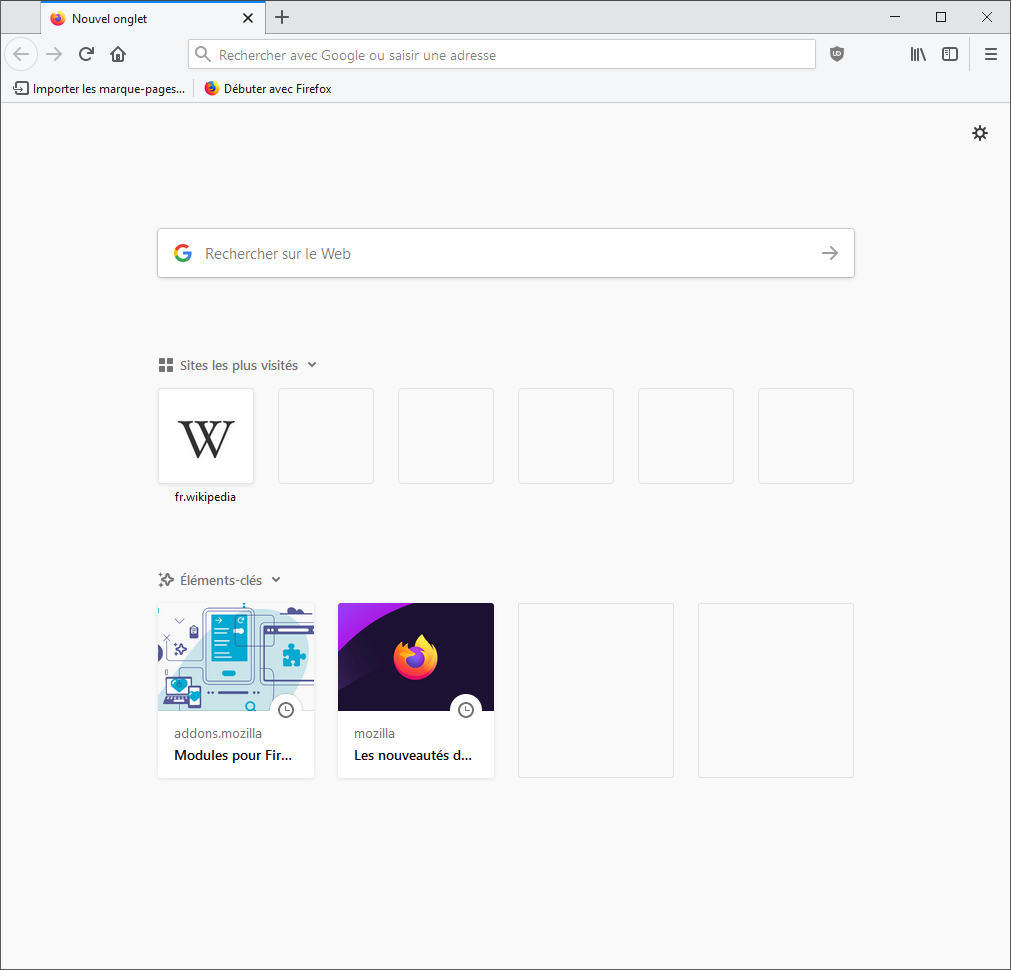
Firefox 88 sous Windows 10 (2021).
Firefox 121 sous Windows 11 (2024).
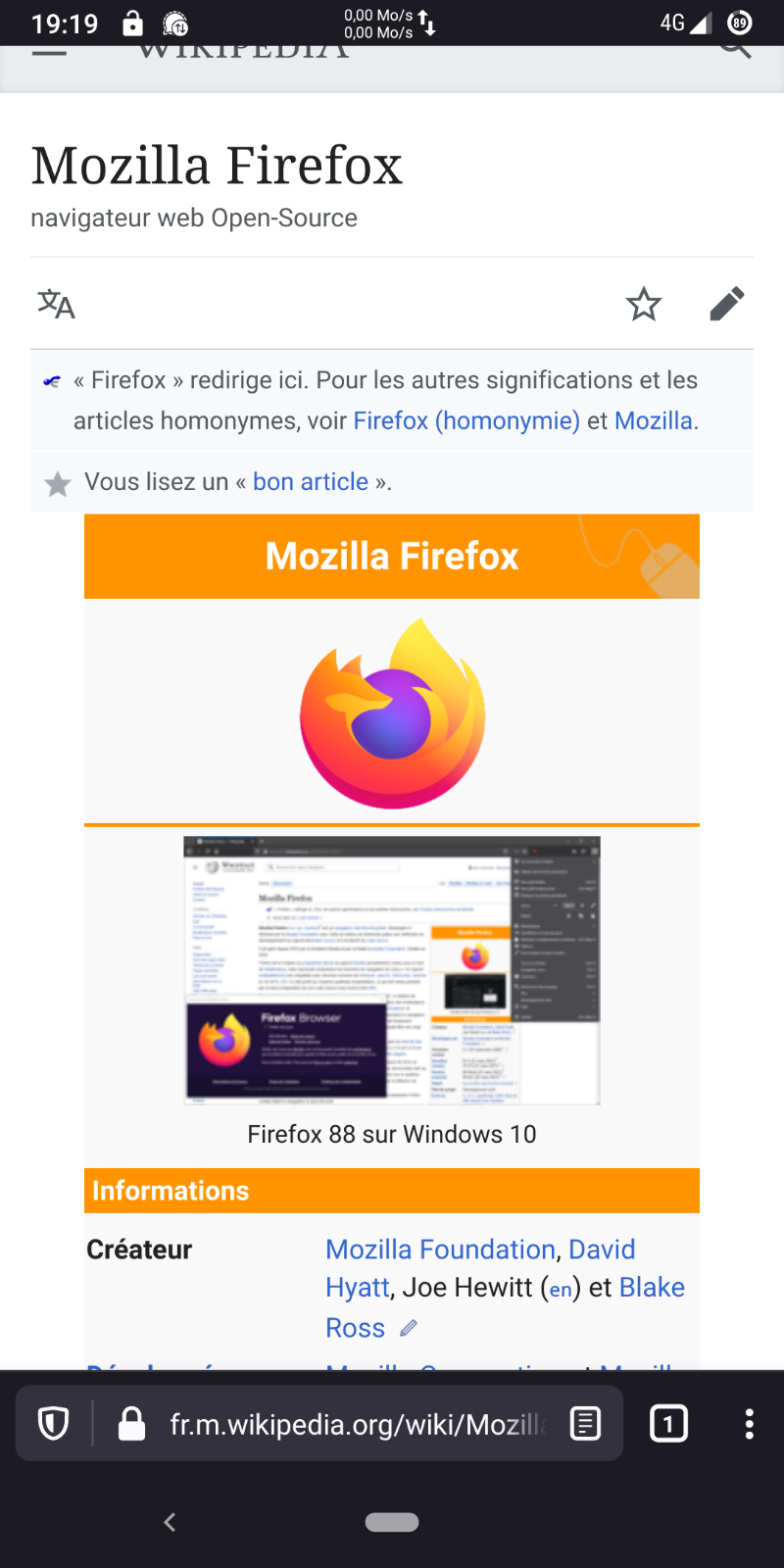
Firefox 87 sous Android 10 (2021).

### PC
Firefox est disponible sur PC pour macOS, Linux, BSD, Solaris et Windows (Windows 98, Windows 2000, Windows XP, Windows Vista, Windows 7, Windows 8, Windows 10, Windows 11). Mozilla Foundation annonce l'arrêt des nouvelles fonctionnalités et mises à jour ordinaires des systèmes d’exploitation de Windows XP et Vista en septembre 2017.
Les systèmes Windows 7, 8 et 8.1 ont vu leurs mises à jour de Firefox arrêtées en juillet 2023 à la sortie de la version 115, dont les derniers correctifs de sécurité (par canal ESR) devraient être livrés au troisième trimestre 2024.

### Android
Firefox est disponible sur les mobiles et les tablettes Android depuis 2012. Il peut utiliser des extensions (notamment le bloqueur de pub UBlock Origin). Firefox Focus est aussi disponible sur Android.

### iOS
Firefox est disponible sur iOS (iPhone et iPad) depuis 2015[Quand ?] et ne permet pas l’utilisation d’extensions. Firefox Focus est aussi disponible sur iOS.
En juillet 2016, la version pour iOS apporte plusieurs améliorations.

### Autres
- Firefox Reality (AR/VR) n’est plus pris en charge
- Firefox a été porté sur d'autres systèmes tels que OS/2[moz 13], Irix, RISC OS[30][source insuffisante], BeOS.

## Organisation et financement

### Licences et gouvernance
Firefox est un navigateur web libre et gratuit, géré depuis 2003 développé et distribué par la Fondation Mozilla avec l'aide de milliers de bénévoles (voir Mozilla (communauté)). Celle-ci crée en 2005 la société employant l'ensemble des salariés de la fondation, la Mozilla Corporation et dépose la marque « Mozilla » en 2006.
Firefox est disponible sous licence libre Mozilla Public License (MPL),.

### Partenariats et dépendance à Google
La relation entre Mozilla et Google est remarquée par les médias,, en particulier en ce qui concerne les ententes financières avec Google. En 2005, la Mozilla Foundation et la Mozilla Corporation ont un revenu combiné de 52,9 millions de USD, dont environ 95 % provenant de redevances de moteurs de recherche. En 2006, la Mozilla Foundation et la Mozilla Corporation ont un revenu combiné de 66,9 millions d'USD, dont environ 90 % provenant de redevances de moteurs de recherche. Le 1er septembre 2008, la veille de la sortie de Google Chrome, Google et la Mozilla Foundation renouvellent leur accord commercial jusqu’en 2011. Le 20 décembre 2011, la Fondation Mozilla annonce le renouvellement de l'accord financier pour trois ans.
En 2014, Mozilla annonce privilégier dorénavant Yahoo! comme moteur de recherche par défaut pour les utilisateurs américains, mettant ainsi fin à son partenariat avec Google qui durait depuis dix ans,,. Le partenariat avec Yahoo! est signé pour une durée de cinq ans. Cependant, en Europe, les internautes utilisant Firefox ont à ce moment encore Google comme moteur de recherche par défaut,.
Le 4 juillet 2016, la Mozilla Foundation annonce un partenariat avec Qwant grâce à une nouvelle version du navigateur optimisée pour le moteur de recherche français.
En 2020, le marché est renouvelé avec Google ; il prévoit un montant estimé par ZDNet entre 400 et 450 millions de dollars par an.

## Part de marché
| Version           | Firefox | Tous navigateurs |
| ----------------- | ------- | ---------------- |
| Firefox 11        | 1,26 %  | 0,03 %           |
| Firefox 52 ESR    | 1,68 %  | 0,04 %           |
| Firefox 72        | 2,94 %  | 0,07 %           |
| Firefox 78 ESR    | 0,42 %  | 0,01 %           |
| Firefox 115 ESR   | 12,18 % | 0,29 %           |
| Firefox 118       | 3,78 %  | 0,09 %           |
| Firefox 128 ESR   | 4,62 %  | 0,11 %           |
| Firefox 133 à 136 | 10,50 % | 0,25 %           |
| Firefox 137       | 62,61 % | 1,49 %           |
| Firefox 138       | 0,00 %  | 0,00 %           |
| Toutes versions   | 100 %   | 2,38 %           |

Firefox connaît un succès croissant depuis sa création, dépassant 1,2 milliard de téléchargements en janvier 2010 (un milliard d’extensions ont été téléchargées au 19 novembre 2008). Même si ce chiffre ne reflète pas le nombre réel d'utilisateurs du logiciel, Firefox est rapidement devenu le principal concurrent d'Internet Explorer. En décembre 2010, Firefox devient le navigateur le plus utilisé en Europe devant Internet Explorer et Google Chrome.
Depuis 2010, Firefox a vu sa part du marché des navigateurs web décroître d'environ 35 % à environ 4 % en mars 2021 et 8 % sur PC uniquement, au profit notamment de Google Chrome et de Safari. Ceci s'explique principalement par l'essor de la navigation sur smartphones et la stratégie d'enfermement de Google et Apple, qui incite les utilisateurs de leurs outils à utiliser leur suite d'applications.
Selon les données de Mozilla, Firefox compte 196 millions d'utilisateurs actifs dans le monde en août 2021 contre 244 millions en décembre 2018, soit une perte de 20 % sur cette période.

Évolution des parts de marché depuis 2008

Moyenne en pourcents :
- Chrome (Google) (67,7 %)
- Safari (Apple) (15,4 %)
- Edge + IE (Microsoft) (4,8 %)
- Firefox (Mozilla) (2,9 %)
- Samsung Internet (Samsung Electronics) (2,2 %)
- Opera (Opera Software) (1,5 %)
- Autres (5,5 %)

| Source      | Chrome (Google) | Safari (Apple) | Edge + IE (Microsoft) | Firefox (Mozilla) | Samsung Internet (Samsung Electronics) | Opera (Opera Software) | Autres |
| ----------- | --------------- | -------------- | --------------------- | ----------------- | -------------------------------------- | ---------------------- | ------ |
| StatCounter | 66,3 %          | 18,0 %         | 5,3 %                 | 2,6 %             | 2,3 %                                  | 2,1 %                  | 3,4 %  |
| W3Counter   | 69,1 %          | 12,8 %         | 4,3 %                 | 3,2 %             | 2,1 %                                  | 0,9 %                  | 7,6 %  |
| Moyenne     | 67,7 %          | 15,4 %         | 4,8 %                 | 2,9 %             | 2,2 %                                  | 1,5 %                  | 5,5 %  |

| Source      | Chrome (Google) | Safari (Apple) | Samsung Internet (Samsung) | Opera (Opera Software) | UC Browser (UCWeb) | Firefox (Mozilla) | Autres |
| ----------- | --------------- | -------------- | -------------------------- | ---------------------- | ------------------ | ----------------- | ------ |
| StatCounter | 66,9 %          | 22,7 %         | 3,6 %                      | 1,7 %                  | 1,3 %              | 0,6 %             | 3,2 %  |

## Histoire

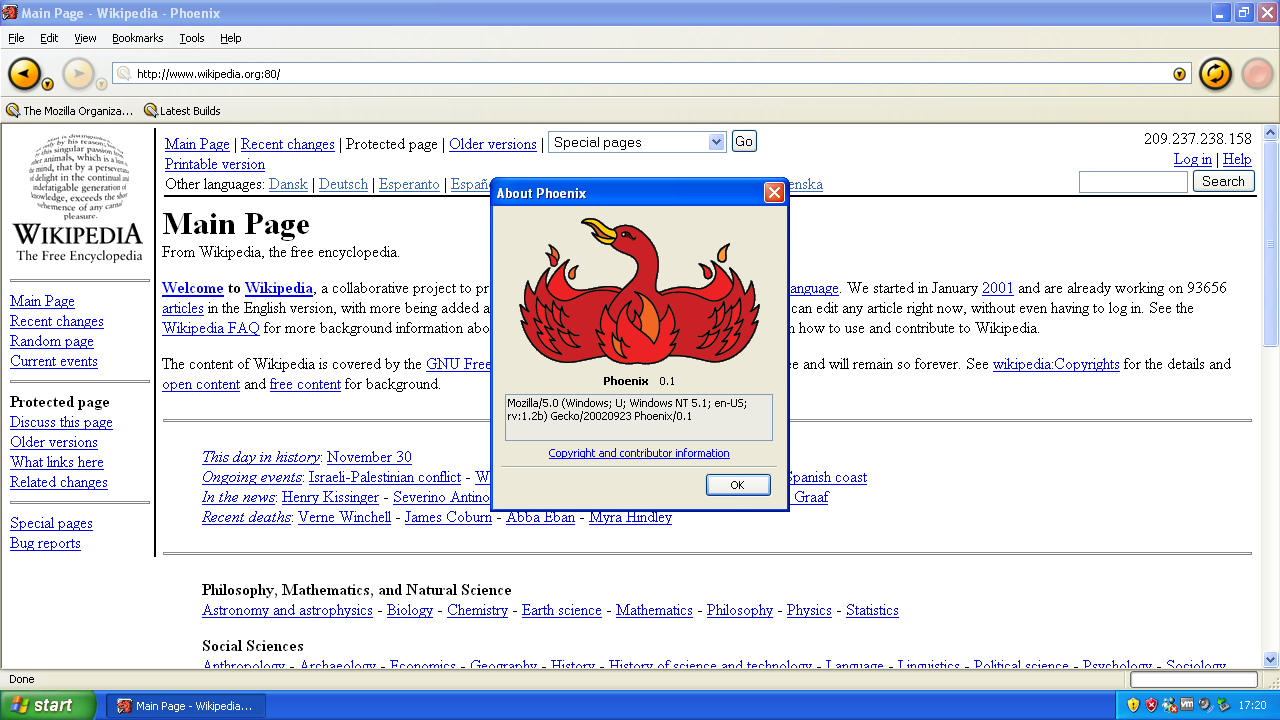
Phoenix 0.1 (2002).

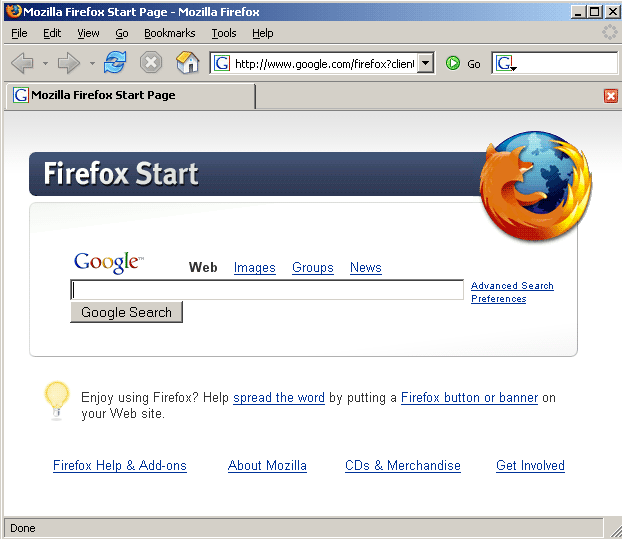
Firefox 1.0 (2004).

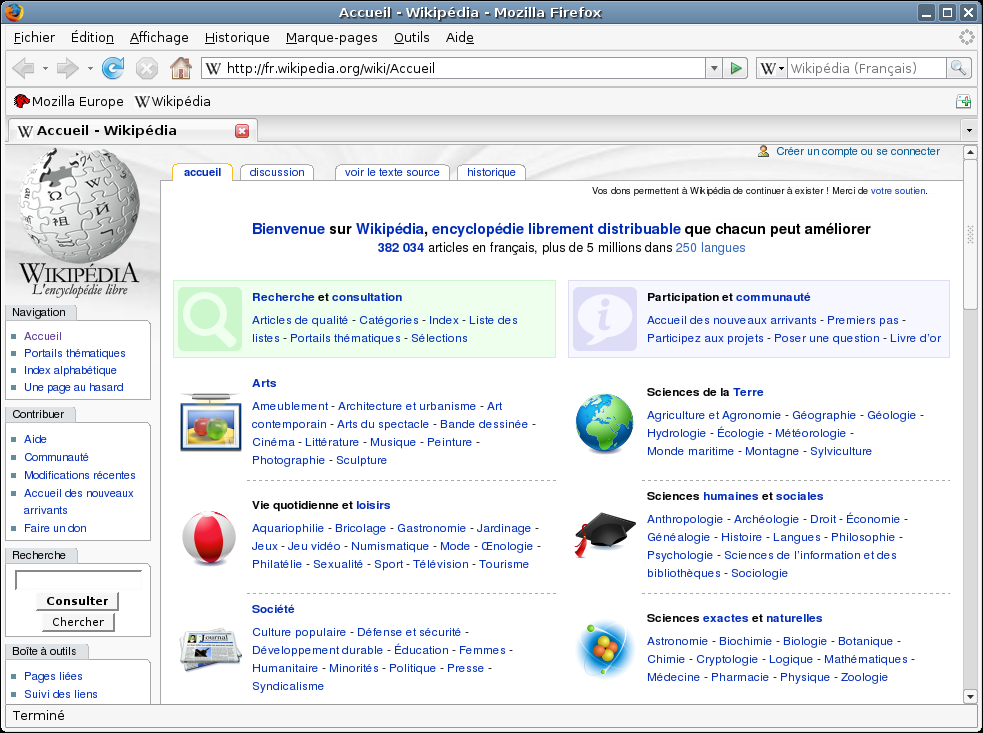
Firefox 2 (2006).

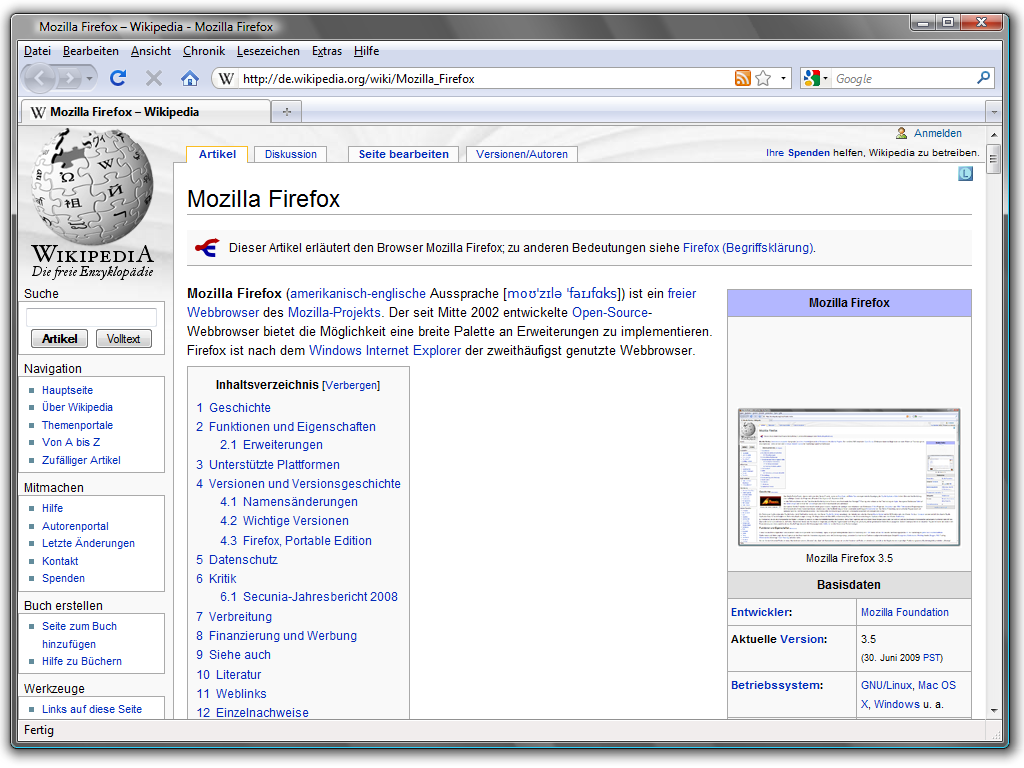
Firefox 3.5 (2009).

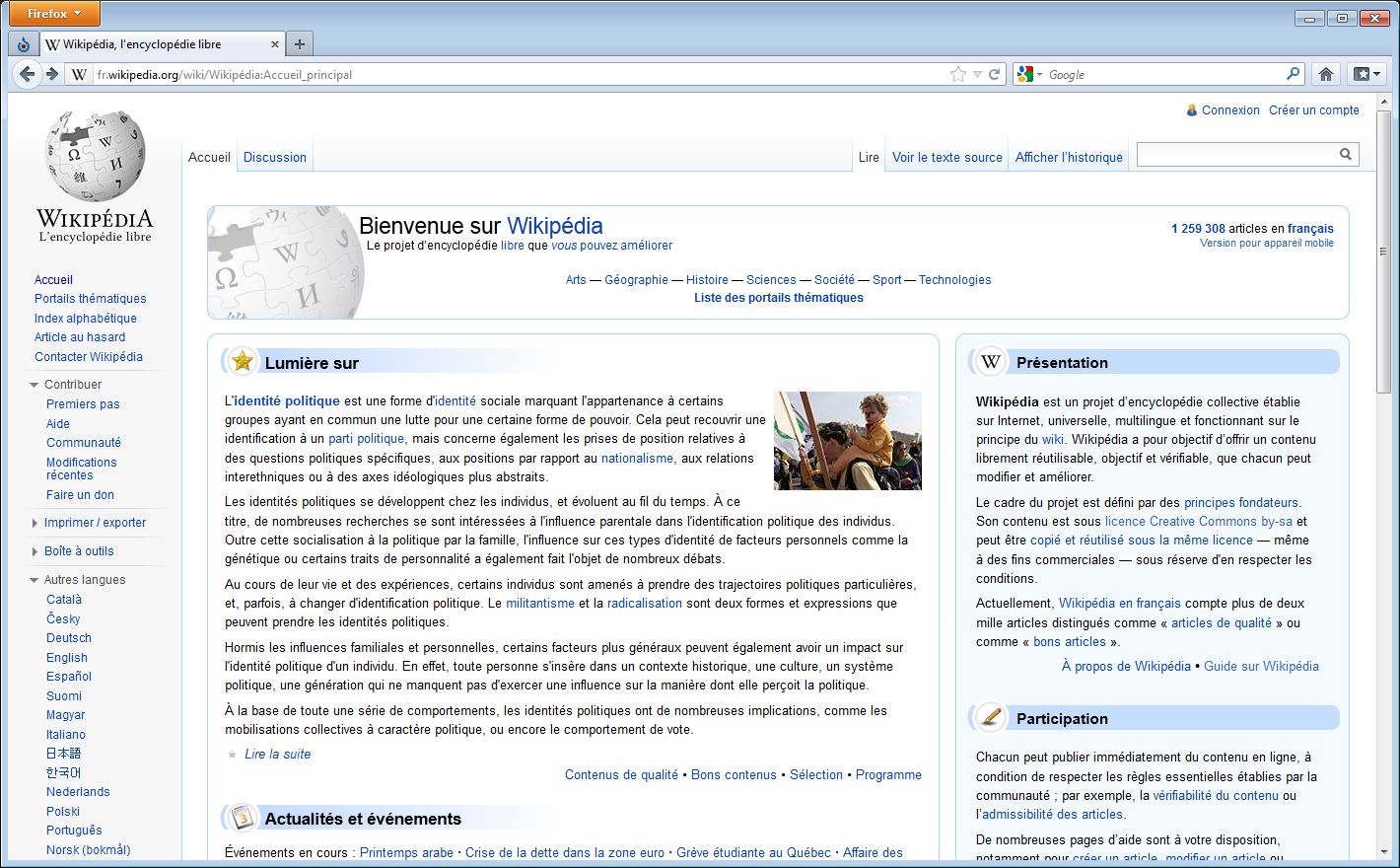
Firefox 13 sur Windows 7 (2012).

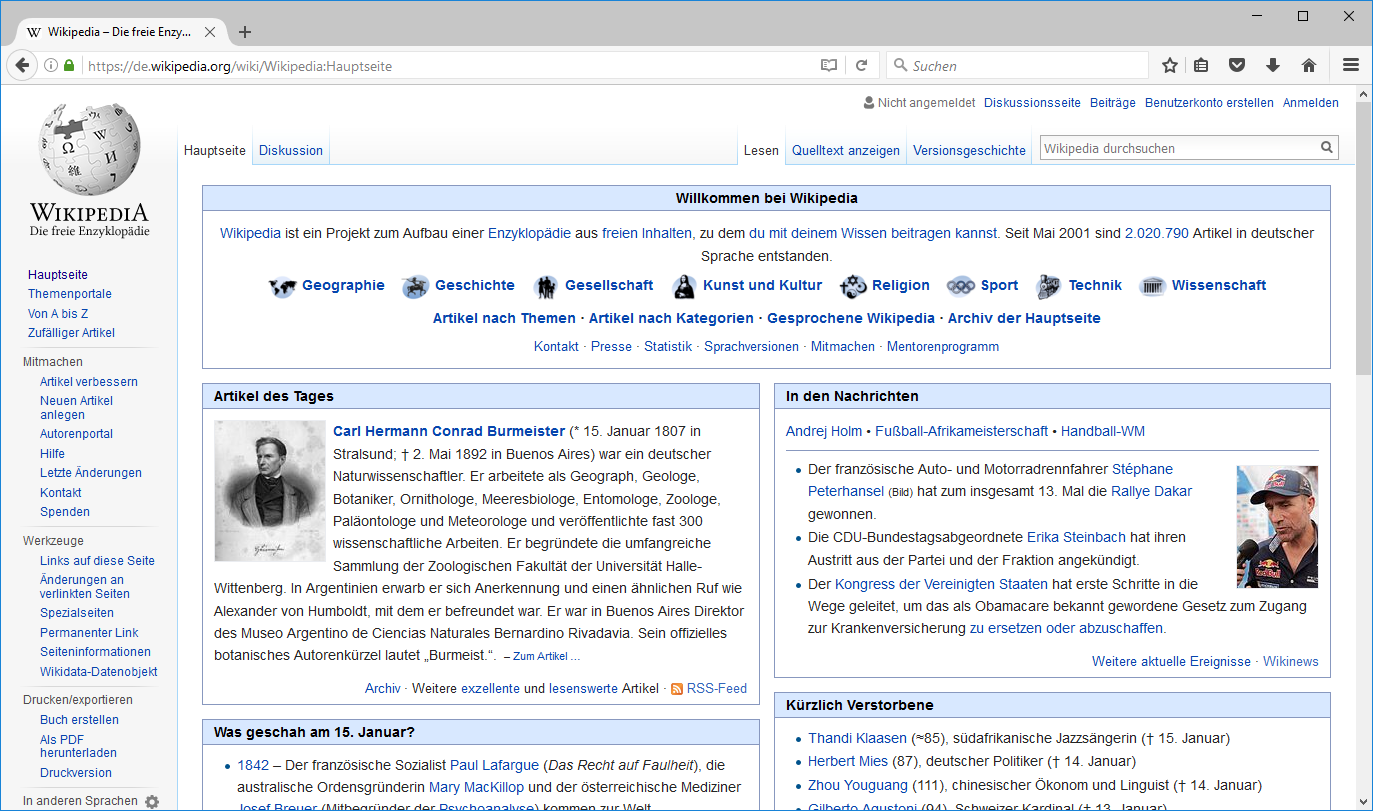
Firefox 50.

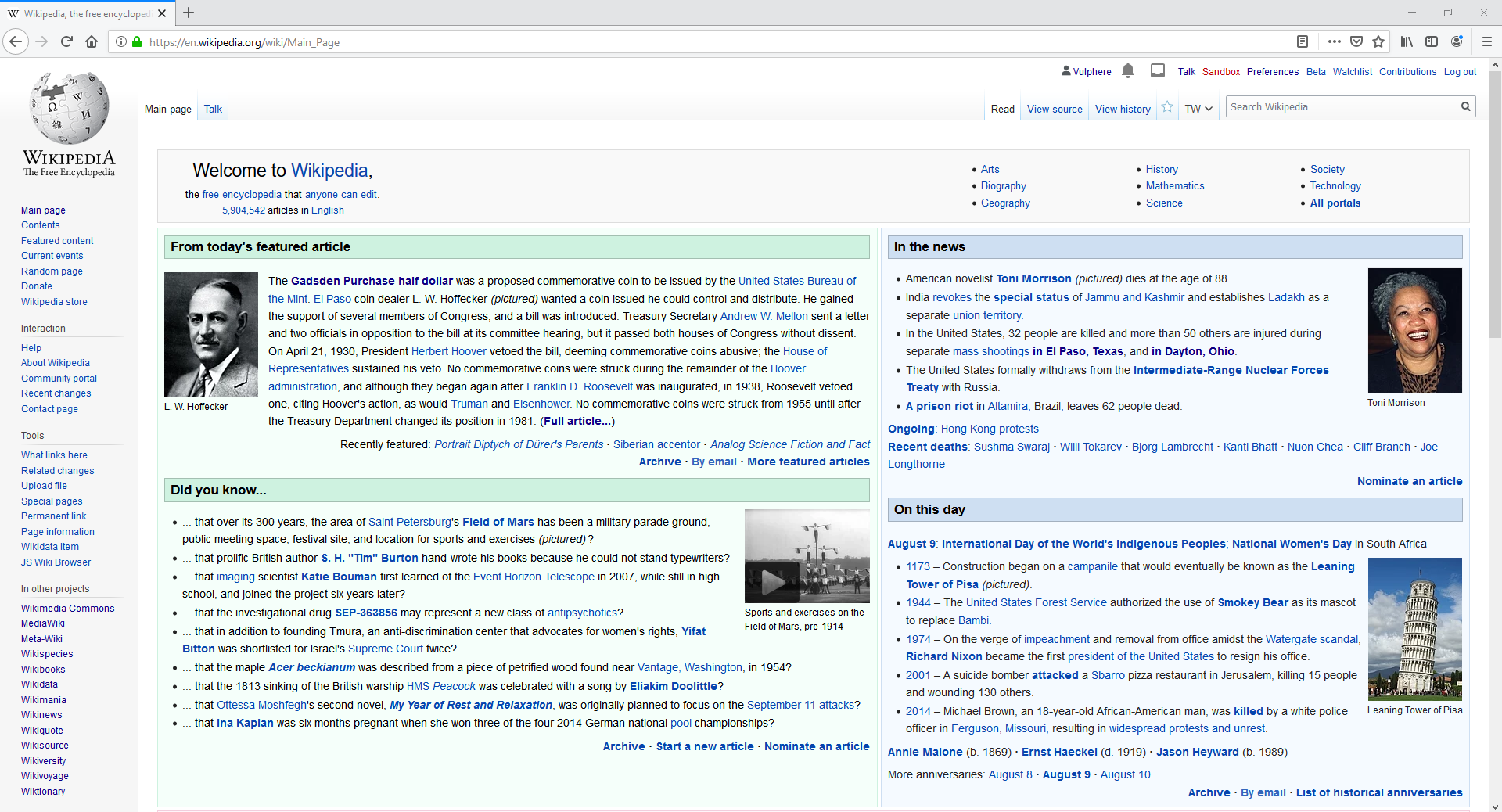
Firefox 68.

### Débuts
Firefox est à l'origine un programme dérivé du logiciel Mozilla (actuellement connu sous le nom de SeaMonkey), mais en reprenant uniquement les fonctions de navigation. Ce logiciel multiplateforme est compatible avec diverses versions de Windows, Mac OS, Linux, Android et, fin 2015, iOS. Il est aussi porté sur d'autres systèmes d'exploitation, ce qui est rendu possible par la mise à disposition de son code source sous licence libre Mozilla Public License (MPL).
Le projet Firefox commence dès le printemps 2002, sous l’apparence d’une branche expérimentale de la plateforme Mozilla conduite par David Hyatt et Blake Ross. Ils considèrent alors que le succès du projet Mozilla est compromis, tant par les besoins commerciaux du commanditaire Netscape que par l’expansion incessante des fonctionnalités induite par ses propres développeurs. La suite Mozilla intègre en effet des fonctionnalités comme la gestion du courrier électronique, de l’IRC et des forums Usenet, ainsi qu’un éditeur HTML. Le projet mozilla/browser, rapidement surnommé « Phoenix », est donc créé afin de combattre ce gonflement perçu comme néfaste et fournir un navigateur plus simple à utiliser. Les développeurs principaux sont alors Blake Ross, Dave Hyatt, Pierre Chanial et Joe Hewitt.
Dès le début du projet, un mécanisme d'extensions est implémenté. Ce choix permettra à l'utilisateur de personnaliser son navigateur comme il le souhaite. L’utilisation de XUL rend possible l’extension des capacités du navigateur à travers l’utilisation de thèmes graphiques (habillages ou skins) et d’extensions. Cependant, le processus de développement et d’installation de ces ajouts a également soulevé des problèmes potentiels de sécurité. C’est ainsi qu’avec la sortie de Firefox 0.9, la Mozilla Foundation ouvre le site Web « Mozilla Update » contenant des thèmes et extensions « approuvés », les extensions provenant d’autres sites devant être dorénavant explicitement autorisées par l’utilisateur suivant un fonctionnement similaire au bloqueur de fenêtres surgissantes intégré. Firefox est finalement en passe de remplacer la suite Mozilla pour l'utilisateur final. Aussi, plusieurs fonctionnalités de la suite Mozilla (comme le client IRC) sont maintenant disponibles en tant qu'extensions.
Pour le lancement de la version 1.0 (le 9 novembre 2004), la Mozilla Foundation lance une vaste campagne de publicité par le biais du site Spread Firefox et publie le 16 décembre de la même année une double page de publicité dans le New York Times grâce aux dons de milliers de personnes. Cette version de Firefox constitue la base de développement du navigateur Netscape 8.0.

### Changements de noms
Le 23 septembre 2002, une fois le logiciel suffisamment développé pour être utilisable, la première compilation, en phase de test, est publiée sous le nom de « Phoenix ». Le nom « Phoenix » perdure jusqu’au 14 avril 2003, où il doit être changé car la marque est déjà détenue dans ce domaine par le constructeur de BIOS Phoenix Technologies. Le nouveau nom, « Firebird » (« oiseau de feu »), ne rencontre pas un grand enthousiasme ; de plus, ce nom est déjà utilisé par un autre logiciel libre, le gestionnaire de bases de données Firebird. Fin avril 2003, la Mozilla Foundation publie donc un communiqué indiquant qu’il faut se référer au navigateur en utilisant le nom Mozilla Firebird pour éviter la confusion. Cependant, la pression constante de la communauté force un nouveau changement et, le 9 février 2004, Mozilla Firebird est finalement renommé Mozilla Firefox,.
Le nom de Firefox est choisi pour ses similarités avec Firebird et est unique dans l’industrie informatique. Pour s’assurer qu’un nouveau changement de nom ne sera pas nécessaire, la Mozilla Foundation a d’ailleurs, en décembre 2003, lancé une procédure d’enregistrement du nom « Firefox » comme une marque déposée aux États-Unis.

### Identité visuelle

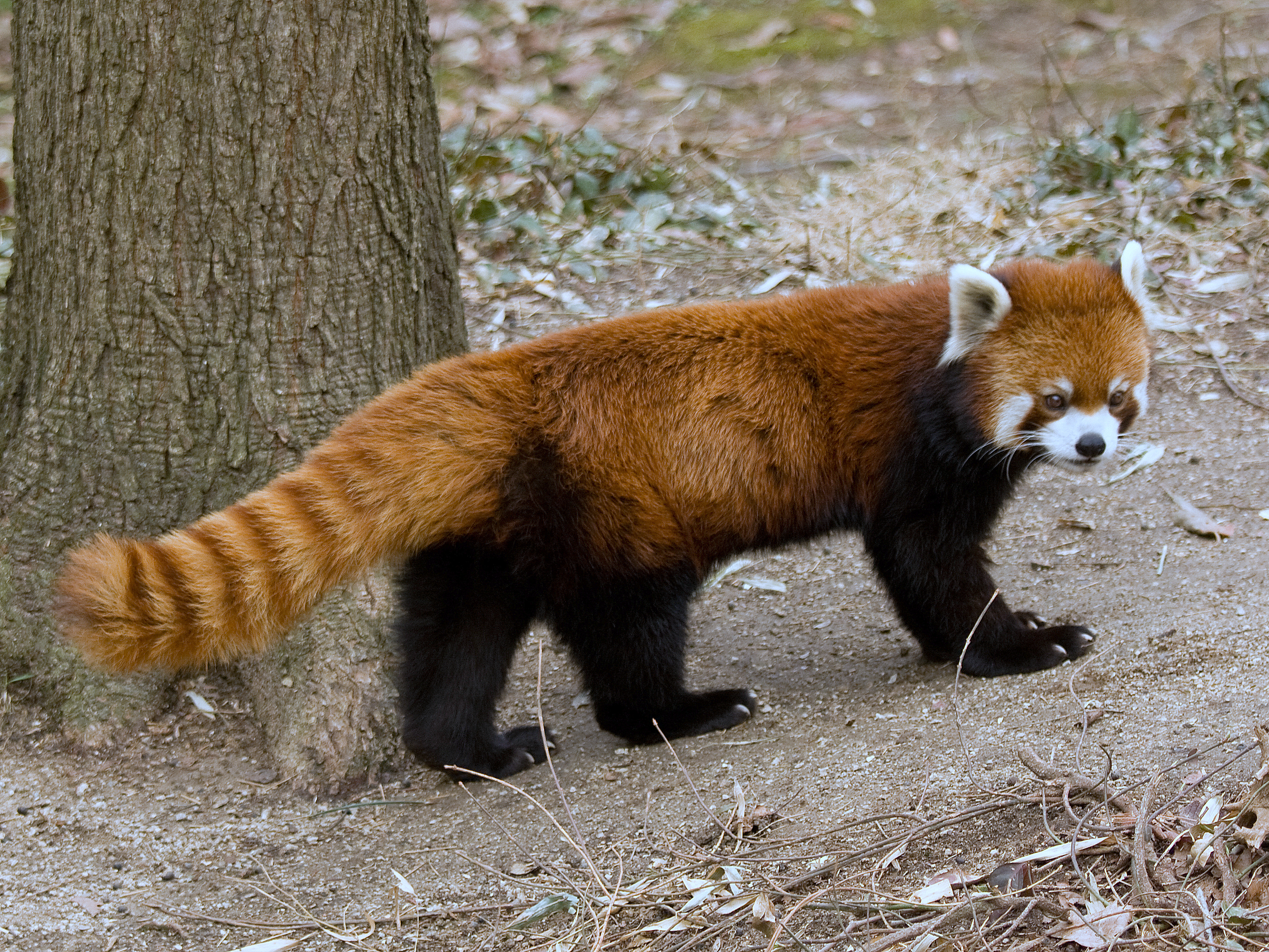
Petit panda (Ailurus fulgens).

Une des améliorations les plus visibles au fil des versions concerne l'identité visuelle de Firefox et de Thunderbird. Firebird et Phoenix étaient auparavant considérés comme ayant un aspect graphique acceptable, mais pas toujours au même niveau que beaucoup d’applications professionnelles. En octobre 2003, le graphiste professionnel Steven Garrity publie sur son site Web un article décrivant tout ce qu’il considère comme bancal dans l’image de Mozilla. Il reçoit un écho important et la plupart des critiques suscitées par l’article consistent à dire « où est le patch ? », une façon de dire dans la communauté du logiciel libre « si vous n’aimez pas un aspect du logiciel, arrangez-le vous-même ». Peu après, la Mozilla Foundation invite Garrity à prendre la tête de sa nouvelle équipe d’identité visuelle. La sortie de Firefox 0.8 en février 2004 marque un nouvel effort sur la marque, présentant notamment de nouveaux logos dessinés par Jon Hicks, qui a précédemment travaillé sur Camino. La version finale du logo vient d’un concept de Daniel Burka et d’un croquis de Stephen Desroches. L’animal montré dans le logo est un renard stylisé. En effet, firefox est en général un nom commun pour désigner le panda roux (Ailurus fulgens), mais selon Hicks cet animal ne renvoyait pas suffisamment l’image souhaitée et n'était pas assez connu. Ils ont donc opté pour un renard.
En 2009, pour la sortie de la version 3.5, le logo est entièrement redessiné et retravaillé par Anthony Piraino de The Iconfactory. Au fil du temps, le logo gagne en notoriété : il est fréquemment utilisé dans un but promotionnel à diverses occasions. Ainsi, en août 2006, un agroglyphe ayant la forme de ce logo est créé dans un champ dans l'État de l'Oregon en 45° 07′ 26″ N, 123° 06′ 49″ O « pour attirer l'attention des vaisseaux spatiaux de passage et des extraterrestres » (« to gain traction with observers in passing spacecraft and hyper-intelligent space-faring races »). En avril 2008, une comparaison entre une photographie de l'étoile V838 Monocerotis, prise par le télescope spatial Hubble en mars 2004 et le logo de Firefox circule sur la toile. La Fondation Mozilla adopte en décembre 2010, deux bébés pandas roux pendant quelques mois, afin d'officialiser l'animal qui a donné son nom à Firefox.

#### Logos
Au cours du temps, les logos des versions de développement et de la version stable du navigateur ont évolué. Voici les logos actuels :

Logo actuel de Mozilla Firefox.
Logo de la version Developer Edition.
Logo de la version Nightly.

Bien que le code source du logiciel en lui-même soit libre, la marque « Firefox » et le logo, intégrés à ce même logiciel, sont déposées et, de ce fait, l'utilisation de la marque et du logo est soumise à certaines restrictions. Ainsi, les distributions Linux qui se veulent entièrement libres et exemptes de tout copyright distribuent-elles un dérivé libre et open source de Firefox, en accord avec la licence MPL. Les trois logos ci-dessus sont des versions libres du logo dont le dérivé distribué entre 2006 et le 9 juin 2016 par Debian se nommait Iceweasel.

Logo libre (utilisé par certaines distributions GNU/Linux).
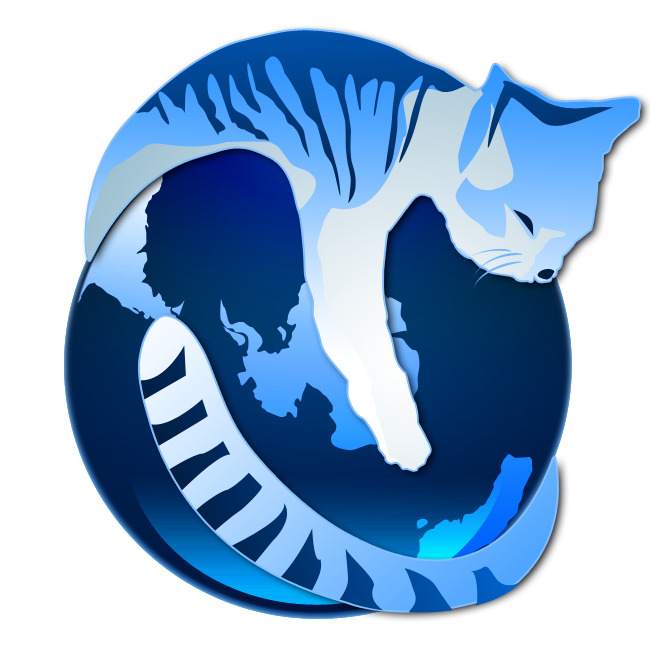
Logo d'IceCat (version GNU).
Logo d'Iceweasel (version Debian).
Logo de Tor Browser qui intègre le réseau Tor.

### Firefox pour Windows Mobile

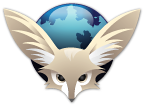
Logo de la version mobile Fennec.

Firefox Mobile est la version pour Windows Mobile (pour téléphones Nokia) de Firefox, dont la version 1.0 est publiée le 28 janvier 2010. La première version alpha est publiée le 16 octobre 2008. Son développement est arrêté en 2012, du fait de la difficulté à développer avec Silverlight, Microsoft obligeant les développeurs à utiliser sa technologie propriétaire. Mozilla développe par la suite une version spécifique à Android et une autre à IOS (voir section Plateformes).

### Firefox OS
Firefox OS était un système d'exploitation mobile libre et destiné aux objets connectés proposé et développé par la Mozilla Corporation. Il proposait une version du navigateur Firefox. Son développement est abandonné depuis septembre 2016.

### Projet Quantum

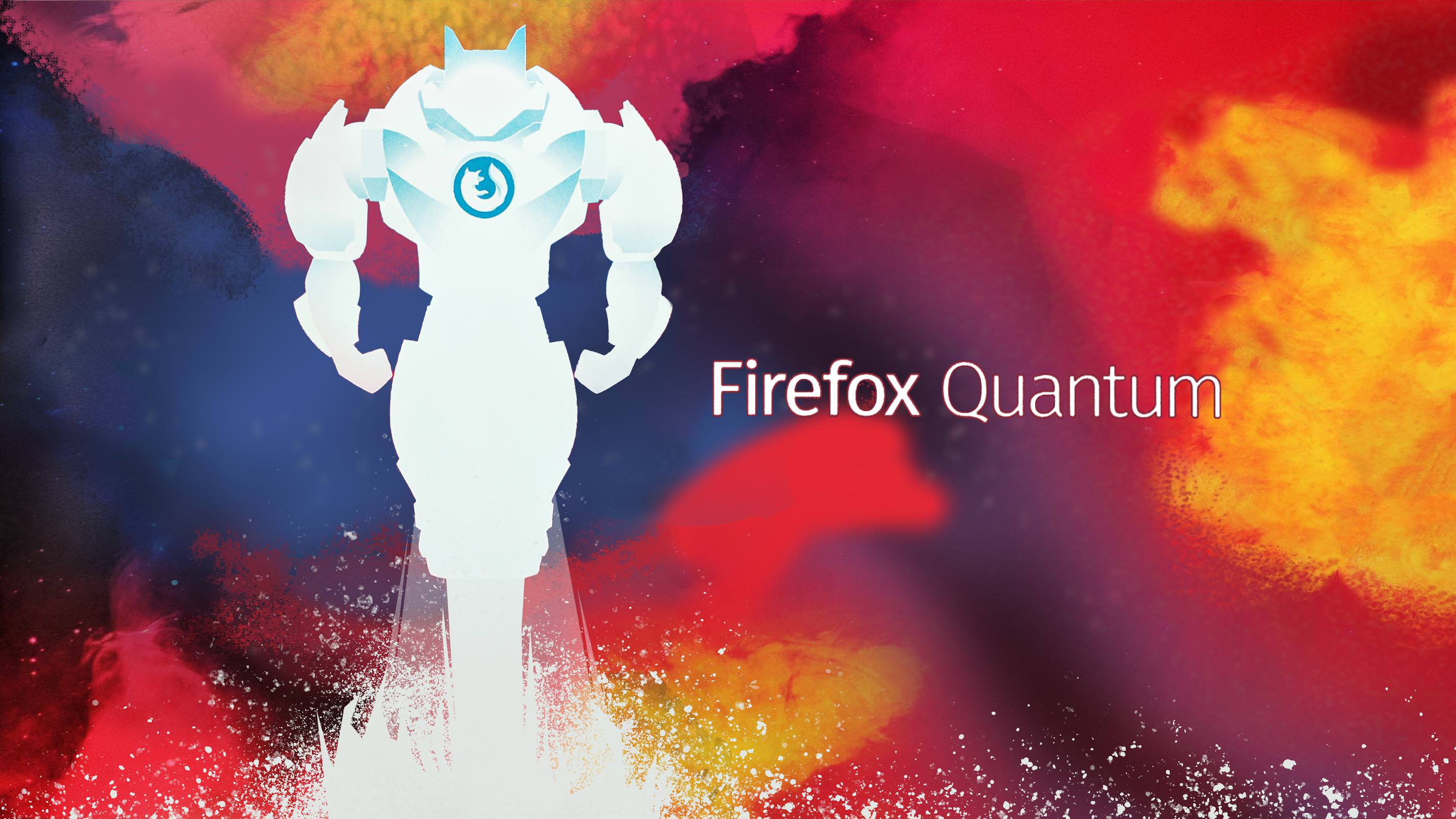
Lancement de Firefox Quantum le 14 novembre 2017 un événement dans l'histoire de Mozilla

Le 14 novembre 2017, Mozilla publie la version 57 du logiciel, nom de code Quantum, une mouture profondément remaniée de Firefox comptant notamment une modernisation du moteur de rendu Gecko (qui est amenée à se poursuivre avec les versions suivantes). Basé sur le projet Servo, Quantum inclut des parties écrites avec le langage Rust, langage développé par la fondation Mozilla, selon la philosophie développée dans le projet Electrolysis qui vise à gagner en vitesse d'exécution en exploitant mieux les possibilités des processeurs à plusieurs cœurs ainsi que l’utilisation de l’accélération apportée par le processeur graphique de l’ordinateur.

### Autres
Le mode lecture dont le texte lu à voix haute est optimisé, cette version permet l'accès aux pages déjà lues en étant hors connexion. Cependant le multi-processus entraîne l'arrêt du plugin Firebug utilisé par les développeurs web pour vérifier le code HTML, modifier les CSS et accéder au débogueur de JavaScript.
En février 2019, Mozilla s'associe avec Ubisoft en vue de fluidifier le développement du navigateur. Firefox va ainsi utiliser Clever-Commit, une technologie d'Ubisoft qui permet de repérer les bugs sur le navigateur.
Mozilla licencie 250 employés en 2020 et revoit la priorité de ses projets, en quête de rentabilité,.
Le 15 décembre 2020, Mozilla annonce que « la version 84 de Firefox sera la toute dernière version à prendre en charge Flash ».

## Recommandations
En septembre 2019, l'agence allemande de sécurité informatique (BSI) recommande Firefox, considérant qu'il est le navigateur le plus sécurisé.
Le logiciel fait partie de la liste des logiciels libres préconisés par l’État français dans le cadre de la modernisation globale de ses systèmes d’information (S.I.).

## Critiques
Jusqu'à la version 2 (sortie à la fin de 2006), Firefox est critiqué pour sa consommation excessive de mémoire vive. Le problème était surtout une augmentation de la consommation de mémoire ainsi qu’un ralentissement du navigateur au fur et à mesure de la navigation. Ces problèmes auraient été davantage liés à une fragmentation excessive de la mémoire qu’à des fuites de mémoire. Ce problème est résolu en grande partie depuis la version 3/3.5 (sortie au milieu de l'année 2009, la version 3.5 réalloue 100 % de la mémoire à la fermeture d'un onglet ou d'une fenêtre).
La longue durée de chargement du navigateur par rapport à ses principaux concurrents est mise en avant. Étant fréquemment utilisé sous Windows, Firefox est parfois comparé à Internet Explorer alors que celui-ci est chargé automatiquement avec le système d’exploitation, ce qui n'est pas le cas des navigateurs tiers puisqu'ils ne font pas partie du cœur de Windows. Ces désagréments sont assez spécifiques selon les configurations ; leurs causes sont donc mal cernées. Dans la version 3 (sortie en 2008) du logiciel, l'intégration de la barre d'adresse « intelligente » est mal accueillie par certains utilisateurs qui préféraient son ancienne version, surtout pour des questions d'historique de navigation,. Cependant cette fonctionnalité est complètement configurable et désactivable à l'aide du menu about:config ou d'extensions. Les fonctionnalités de cette barre d'adresse « intelligente » se retrouvent dans tous les navigateurs récents.
Depuis 2011, Firefox possède un cycle de développement rapide[source insuffisante], ainsi certains utilisateurs peuvent-ils être confrontés à des problèmes de compatibilité avec certaines extensions du navigateur. Les extensions sont créées par des programmeurs indépendants qui manquent parfois de temps et de moyens pour maintenir leur(s) application(s) avec ce rythme de cycle de développement.
En juin 2015, Mozilla et Pocket annoncent un partenariat afin d'intégrer directement dans le navigateur le service propriétaire éponyme, provoquant la grogne,, et l'incompréhension de beaucoup d'utilisateurs ; d'autant que des alternatives libres telles que Wallabag existaient. La fondation achète Pocket en février 2017.
En 2017, dans sa version 57, Firefox est le navigateur le plus rapide selon différents tests,.
La version 128 de Firefox, sortie en juillet 2024, ne respecte pas le RGPD, selon l'association autrichienne NOYB, qui a déposé plainte devant la CNIL autrichienne. Selon NOYB, une nouvelle fonctionnalité de suivi publicitaire introduite par Mozilla, la Privacy Preserving Attribution (attribution respectueuse de la vie privée), un dispositif censé ne pas pister l'utilisateur, reste toutefois intrusif.

## Projets dérivés
- Flock (2005-2011)
- GNU IceCat, initialement connu sous le nom de GNU IceWeasel, version GNU (exclusivement basée sur les logiciels libres) de Mozilla Firefox publiée par la Free Software Foundation depuis 2008.
- Iceweasel, version renommée par Debian, est utilisé de 2006 à 2016. Le nom et le logo non libres de Firefox ont été remplacés.
- SeaMonkey, version développée par la communauté.
- Pale Moon, fork réintroduisant la prise en charge des anciennes extensions.
- Waterfox, fork créé en 2011.
- LibreWolf, développé par une communauté, navigateur encore plus centré sur la vie privée, la sécurité et la liberté [lire en ligne].
- Tor Browser repose sur Mozilla Firefox ESR et permet de naviguer anonymement sur le réseau d'anonymisation Tor.
- Zen Browser, un fork principalement axé sur la confidentialité, la personnalisation et le design.